# Юрченко, Виталий Сергеевич
Виталий Сергеевич Юрченко (род. 2 мая 1936) — советский сотрудник КГБ, полковник.
Бывший начальник 5-го отдела Управления «К» (внешняя контрразведка) Первого главного управления КГБ СССР. Областью его профессиональной ответственности была собственная безопасность ПГУ.
Виталий Сергеевич Юрченко — бывший сотрудник Первого главного управления КГБ СССР (внешняя разведка), который в 1985 году получил известность из-за своего громкого перехода на сторону США и последующего возвращения в Советский Союз. Его история до сих пор вызывает споры и интерпретации.
После возвращения Юрченко продолжил жизнь в СССР, но подробности его дальнейшей судьбы малоизвестны. История Юрченко остаётся одной из самых загадочных страниц в истории шпионажа времён Холодной войны.

## Биография
Родился 2 мая 1936 года.
Поступил на службу в Военно-морской флот в 1955 году, где проявил себя как находчивый моряк, сохраняющий самообладание в любых ситуациях.

### Начало службы в КГБ
В 1959 году началась его служба в КГБ. Юрченко обнаружил склонность к контрразведывательной работе, и уже в 1961 году стал главой офицеров КГБ, прикреплённых к советскому Черноморскому флоту. Его обязанности сводились главным образом к охране военных кораблей от попыток проникновения агентов западных разведок. В 1968 году был подключен к разведывательным операциям за рубежом и отправлен в Александрию (Египет) под прикрытием советского военно-морского советника при египетском флоте.

### Служба за рубежом
В 1975 году впервые приехал в Вашингтон в должности офицера безопасности советского посольства.
В 1980 году, завершив пятилетний срок пребывания в Вашингтоне, был повышен до главы отдела «К» (контрразведка) в Первом управлении. В начале 1985 года стал заместителем начальника Первого отдела (США и Канада) в том же Первом управлении.
Полковник Виталий Юрченко работал под прикрытием офицера безопасности по линии "КР" (контрразведка в 1-м "американском" отделе КР-управления  ПГУ) посольства до 1980 года. Именно он встретил и провел первую беседу в посольстве с Рональдом Пелтоном, бывшим шифровальщиком Агентства национальной безопасности США, выдавшем Советскому Союзу операцию американцев «Ivy Bells». Вернувшись после окончания командировки в Москву, Юрченко через некоторое время стал заместителем начальника 5-го отдела управления «К» ПГУ. 
До своего приезда в Вашингтон в 1975 году, Виталий Сергеевич служил в Третьем главном управлении КГБ, занимавшимся вопросами военной контрразведки. Юрченко был эффективным руководителем службы безопасности посольства. Он хорошо знал свое дело, правильно строил отношения с другими сотрудниками и был достаточно опытен, чтобы владеть полной информацией о советской резидентуре в Вашингтоне. В деле с Пелтоном вел себя безукоризненно. Когда в конце 1980 года Юрченко вернулся в Москву, его руководитель Черкашин отправил положительную характеристику в Центр. 

### Побег
Юрченко приехал в Рим для расследования хищения предметов искусства из жилого комплекса советского посольства в Риме (виллы Абамелек), а также встречи с иностранными сотрудниками советской разведки. Последнюю неделю июля 1985 года он разрабатывал план побега. 1 августа 1985 года, предварительно созвонившись с сотрудниками посольства США в Риме, Юрченко пришёл туда и предложил ЦРУ сотрудничество. В Москве у Юрченко оставались жена и дочь, поэтому он поставил условием сохранить его дезертирство в тайне. С фальшивыми документами Юрченко перевезли на автомобиле в Неаполь, оттуда спецрейсом отправили во Франкфурт-на-Майне, а затем — американским военным самолётом в США.

Осенью того же [1985] года весь мир был потрясен историей советского дипломата В. С. Юрченко. Похищенный в Риме, он был доставлен прямо в Соединенные Штаты, в городок Фредриксберг в получасе езды от Лэнгли. Я был в этом городке с Кэтрин Блэкенси, не подозревая, что через год здесь будет бедовать мой товарищ по несчастью. Эпопея Юрченко длилась три месяца. Выручили его опять-таки превосходное знание условий страны пребывания и, конечно, незаурядное личное мужество… Но, наверное, неспроста — и как раз в 1987 году — западные информационные агентства распустили жуткий слух, что В. С. Юрченко расстрелян, а на его семью возложены расходы по приведению приговора в исполнение. Я читал эти, с позволения сказать, сообщения своими глазами, называлась даже цифра расходов, невеликая, но впечатляюще «точная», — 14 рублей. Меня, между прочим, всякие «голоса» тоже многократно расстреливали, ссылали, увольняли с работы, заточали в «желтый дом» и в тюрьму. Видно, как ни яростны были потуги приуменьшить силу разоблачений, сделанных нами коллективно, поставить их под сомнение, затуманить «версиями» и фальшивками, все это уже не срабатывает, и решили припугнуть.
— Битов О. Г. «„Кинофестиваль“ длиною в год»
Согласно сообщениям американской печати, Юрченко попросил политического убежища в США. По утверждениям ФБР, ЦРУ и американских авторов, выдал большое количество секретной информации, включая сведения о советских разведчиках, работавших за рубежом, и агентах ЦРУ в Советском Союзе. 
Юрченко прошел испытания ЦРУ на детекторе лжи. 
В США в 1985 г. Виталий Юрченко был опрошен начальником контрразведки отдела ЦРУ по СССР Джеймсом Олдричем Эймсом, который уже несколько месяцев работал на Советский Союз («суперкрот» КГБ был разоблачен и арестован лишь 9 лет спустя – в 1994 году). 
Как только Юрченко понял, что его уход к американцам был ошибкой, он решил отомстить ЦРУ за то, что Управление и лично директор ЦРУ Кейси в своих заявлениях прессе умышленно допустили утечку сведений о нем в прессу (несмотря на единственное условие Юрченко перед ЦРУ о недопущении утечки в КГБ для безопасности его семьи в Москве). Таким способом он оградит свою семью от возможных проблем, и у него появится шанс провести остаток жизни дома, а не умирать долгой смертью в Соединенных Штатах.

### Возвращение в СССР и дальнейшая жизнь
Когда Юрченко находился в Монреале, он прочёл в местной газете перепечатанную из «Вашингтон пост» статью, где раскрывался его побег и переход в ЦРУ. Источником этих сведений был указан директор ЦРУ Кейси. Поняв, что соглашение о сохранении в тайне его измены нарушено, Юрченко решил действовать. 
Чтобы как-то взбодрить перебежчика, ЦРУ устроило ему развлекательную поездку на западное побережье США, где он всегда был под наблюдением своих «друзей». В это время ФБР активно вело поиски агента КГБ в АНБ США, а сотрудник Бюро даже вылетел на западное побережье, чтобы показать Юрченко несколько фотографий. На одной из них тот опознал Пелтона.
Милтон Бирден, в то время заместитель начальника отдела ЦРУ по СССР и странам Восточной Европы (SE), пишет, что Юрченко запаниковал после того, как  указал на Пелтона. Он понял, что должен будет теперь появиться в суде в качестве свидетеля. Это явится неопровержимым доказательством его измены и поставит окончательный крест на возможности когда-либо вернуться в Советский Союз, а также может привести к преследованию его семьи советскими властями. Юрченко начал думать, каким образом он может снова вернуться домой.
Несколько позже Бирден приехал к нему на конспиративную квартиру и поздравил его с эпохальной новостью, что тщательно проведенные лабораторные тесты не обнаружили у Юрченко никаких признаков рака желудка. Юрченко был ошеломлен. Он не почувствовал никакого облегчения, наоборот, его начали преследовать мучительные мысли, что же его ждет впереди — в жизни, которая, очевидно, растянется на годы и годы вместо нескольких месяцев существования в этом грешном мире. Ошибочный диагноз рака в СССР был одной из причин для Юрченко перейти на сторону ЦРУ и провести последние месяцы жизни со своей любовницей. Однако та, после известия о его предательстве, отвергла его решительно.
Через три месяца, после предоставления ЦРУ данных о двух американских офицерах разведки, которые были агентами КГБ, — Эдварде Ли Говарде (ЦРУ) и Рональде Пелтоне (АНБ), Юрченко выскользнул из рук американцев и вернулся в Советский Союз.  
2 ноября 1985 года к Юрченко в качестве охраны приставили молодого сотрудника ЦРУ Томаса Ханнаха. Юрченко удалось уговорить американца отправиться «проветриться» в один из супермаркетов, что было нарушением инструкции. Там он выбрал удобный момент и, на время ускользнув от охранника, сумел позвонить в посольство. После чего ему опять удалось уговорить Ханнаха отвезти его пообедать во французский ресторан «Au Pied de Cochon», находящийся в Джорджтауне на окраине Вашингтона. 
Когда они вдвоем сидели в ресторане, Юрченко сказал, что хочет немного прогуляться. Затем он встал и просто вышел из ресторана, оставив растерянного сотрудника ЦРУ одного. Прошло несколько минут, после чего Ханнах позвонил своему начальству и сообщил, что русский перебежчик пропал. Такова версия произошедшего с Юрченко в изложении американцев.
Позднее Юрченко явился в советский жилой комплекс в Вашингтоне и заявил, что его накачали наркотиками, похитили и держали в принудительной изоляции в укромном безопасном доме ЦРУ недалеко от Фредериксбурга, штат Вирджиния.
Юрченко, вероятно, перебежал после того, как его любовница отказалась сбежать с ним. Некоторые источники связывали Юрченко с женой советского дипломата в Оттаве (Светлана Дедкова).
4 ноября 1985 года советское посольство в Вашингтоне собрало пресс-конференцию, на которой предъявило Юрченко как похищенного агентами ЦРУ, введшими его в наркотическое опьянение.  
Основной элемент плана резидентуры по благополучной доставке Юрченко в Союз заключался в создании ситуации, при которой он дискредитировал бы себя в глазах американской общественности. Он должен был публично обвинить американцев и тем самым сжечь за собой все мосты, — так чтобы он уже не мог к ним вернуться, если бы даже захотел. 
После получения согласия Москвы посольство направило в Госдепартамент США ноту протеста, в которой похищение Юрченко квалифицировалось как преступление. Нота была подготовлена на основе информации, полученной от Юрченко. В Москве Министерство иностранных дел также направило протест в посольство США.
На следующий день состоялась его встреча с иностранными журналистами, проведенная в новом здании посольства. Здесь Юрченко рассказал присутствующим свою историю. В возбужденных тонах, переключаясь с английского на русский и обратно, он поименно, одного за другим, обвинял своих тюремщиков — начальника отдела СССР и стран Восточной Европы ЦРУ Гербера, работавших с ним следователей и др., за исключением одного — офицера ЦРУ, представившегося Юрченко как Фил. Им был Олдрич Эймс. Юрченко заявил, что в ЦРУ его хотели представить американской общественности как изменника Родины, для этого, в частности, вынудили его подписать контракт, по которому он якобы получает 1 млн долларов, что, по мнению ЦРУ, стимулирует других потенциальных перебежчиков.
Пресс-конференция прошла без осложнений. Если даже рассказанной Юрченко истории в полной мере и не поверили, по крайней мере его эмоции были реальными. Оставалась еще одна проблема. В соответствии с существующими правилами Госдепартамент США настоял, чтобы Юрченко один встретился с официальными американскими представителями и сам подтвердил свою историю. Американцы заявили, что у них нет серьезных причин задерживать Юрченко в Америке, но они хотят убедиться, что он возвращается в Москву добровольно. На следующий день после пресс-конференции Юрченко в сопровождении дипломатического сотрудника посольства прибыл в Фогги Боттом — район центрального Вашингтона, где находится Государственный департамент США. Там он снова подтвердил свою историю.
Прибыв в Москву, Юрченко продолжил работу в органах, хотя и не занимал более высоких постов. 
Разоблачённый Юрченко Эдвард Ховард успел сбежать из Соединённых Штатов в СССР. 
После выхода в отставку Юрченко работал начальником Службы безопасности российского коммерческого банка «Гринфилдбанк» в Москве. Одновременно являлся членом совета директоров этого банка. Находится на пенсии, проживает в Калуге.

## Споры относительно истинных целей побега
По мнению бывшего директора ЦРУ Роберта Гейтса, к возвращению Юрченко толкнуло отношение к нему сотрудников американских спецслужб как пленнику, а не как к добровольно перешедшему к ним на службу, а также разглашение тайны его пребывания в США. Гейтс отвергает как несостоятельную версию о том, что Юрченко был не подлинным перебежчиком, а «двойным агентом». То же самое мнение было высказано другим экс-директором ЦРУ Уильямом Колби. Эта версия, однако, подвергается сомнению ветеранами разведсообщества, которые утверждают, что Юрченко, будучи осведомлён о судьбе других возвратившихся по своей воле советских перебежчиков, должен был быть сумасшедшим, чтобы вернуться на верную смерть в Советский Союз после случившегося, и что его мнимое «бегство» было в действительности классической операцией легендированного внедрения с двойной целью: 
1. С одной стороны дезинформировать американскую сторону неактуальными и/или несоответствующими действительности данными, для придания которым достоверности и предназначался «побег», а выданные агенты уже и так были, во-первых, неактивны (тот же Пелтон уже не работал в АНБ, а Говард в ЦРУ, и с этой точки зрения ценности они не представляли), во-вторых, провалены, но американская контрразведка не торопилась с их официальным арестом, пытаясь вскрыть всю агентурную сеть в целом, о чём в КГБ вероятно догадывались, а потому решили сработать на упреждение и извлечь из них хоть какую-то пользу;
2. C другой стороны получить информацию о том, что известно самим американцам уже хотя бы по оглашённому во время их многочисленных бесед с Юрченко[11].

Еще до произошедшего исчезновения, Юрченко был отмечен наградой — знаком «Почетный сотрудник госбезопасности». По возвращении из США данная награда была ему вручена в торжественной обстановке.
Начальник управления «С» Первого главного управления КГБ СССР Юрий Дроздов относился к Юрченко негативно и считал многие его объяснения неправдоподобными, а также упрекал его в том, что он боялся прямо отвечать на поставленные вопросы.

## Награды
- Награждён советским орденом Красной Звезды и другими знаками отличия.

## Телефильмы
В 1999 году по российскому ТВ показали документальный фильм «Свой или враг?» (ведущий и сценарист Ю. Краузе), в котором была сделана попытка разобраться в весьма загадочной и странной истории полковника КГБ Виталия Юрченко.
О Юрченко рассказывается в четвертом фильме цикла Шпионы и предатели.

## Киновоплощения
- 1998 - Oldrich Ames: Traitor within USA / Олдрич Эймс: шпион США. Роль Юрченко исполнил югославский актер Владимир Радян.
- 2014 - The assets / Активы (телесериал). Роль Юрченко исполнил Джон Линч.